# Líquid sinovial

Disposició del líquid sinovial a la cavitat sinovial

El líquid sinovial o sinòvia és un fluid viscós i clar que es troba en les articulacions.

## Líquid sinovial
Anomenat sinivial per primer cop per Paracels, té la consistència de la clara d'ou. La seva composició és la d'un ultrafiltrat del plasma, amb la mateixa composició iònica. El líquid conté poques  proteïnes i  cèl·lules però és ric en àcid hialurònic sintetitzat pels sinoviocits de tipus B.
El líquid sinovial redueix la fricció entre els cartílags i altres teixits a les articulacions per lubricar-les i esmorteir-les durant el moviment, però en canvi, produeix dolor a les articulacions quan s'hi acumula.

La membrana sinovial és la coberta interna de les diartrosis o articulacions sinovials. Conté el líquid sinovial, el qual és segregat per la sinòvia que envolta la càpsula articular per la seva superfície interior. Aquest líquid forma una fina capa sobre el cartílag articular d'unes 50 micres de gruix, infiltrant-se en ell. D'aquesta forma el cartílag articular pot considerar-se com una reserva de líquid sinovial. Durant el moviment, el líquid és extret mecànicament del cartílag per mantenir una capa de líquid sobre la seva superfície i disminuir la fricció entre les superfícies articulars.
L'anàlisi del líquid articular és fonamental sempre que es faci la seva extracció, no només per interès científic mèdic per diagnosticar diferents patologies sinó fins i tot per aspectes legals. El seu estudi analític, citològic i microbiològic, i fins i tot l'anàlisi bioquímica i immunològica poden aportar dades suficients per establir un diagnòstic definitiu de la patologia articular, traumatològica i fonamentalment reumatològica. L'extracció de líquid sinovial és una tècnica senzilla sempre que es conegui bé l'articulació que es vol puncionar i amb cura de no evacuar en excés de líquid sinovial. Les infeccions adjacents a l'articulació, sobretot la de la pell que cal travessar per arribar fins a l'articulació obligarien a triar una altra via d'accés a aquesta.
Les malalties que comporten alteracions de la coagulació com l'hemofília, així com els tractaments mèdics amb anticoagulants, serien contraindicacions relatives i obligarien a utilitzar en la punció agulles de molt menor calibre que les utilitzades habitualment. La necessitat d'anestesiar la zona de punció, vindria determinada per la mateixa articulació, i no és normalment necessari en articulacions de gran calibre com ara el genoll.